# Pliboux
Pliboux – miejscowość i gmina we Francji, w regionie Nowa Akwitania, w departamencie Deux-Sèvres.
Według danych na rok 1990 gminę zamieszkiwały 242 osoby, a gęstość zaludnienia wynosiła 16 osób/km² (wśród 1467 gmin regionu Poitou-Charentes Pliboux plasuje się na 762. miejscu pod względem liczby ludności, natomiast pod względem powierzchni na miejscu 574.).